# Nils-Olav Johansen
Nils-Olav Johansen (Bjugn, 12 april 1966) is een Noorse jazzgitarist en -zanger. Hij speelt met onder meer Jarle Vespestad en Stian Carstensen in de Balkan-jazzgroep Farmers Market.

## Biografie
Johansen studeerde jazz aan Trøndelag Conservatory of Music 1986–88. In Trondheim speelde hij in verschillende groepen, waaronder Close Enough (1987–88) en (vanaf 1989) Pentateuch (later Blix Band). Na een verblijf in Frankrijk (tot 1990) werd hij actief in drie groepen: Farmers Market, Frode Fjellheim's Jazz Joik Ensemble en Storytellers en speelde hij als gast bij groepen als Veslefrekk, Embla en Trondheim Jazz Orchestra, en bij Ståle Storløkken. Sinds 1991 heeft hij meegespeeld op talloze platen. Naast albums met Farmers Market en Blix Band speelde hij mee op platen van TINGeLING (Tinkerbell), Dingobats, Transjoik, Køhn/Johansen Sextet", Trondheim Jazz Orchestra en The Core.
Hij leidde een eigen trio met Harald Johnsen en Sverre Gjørvad. In 2007 verscheen een album als leider: "My Deal".
Johansen was gast-professor aan Det Jyske Musikkonservatorium in Aarhus, op verzoek van Django Bates.

## Discografie

### Solo
- My Deal (2007, Jazzaway), met Andreas Bye, Mats Eilertsen en Reidar Skår)[2]

met Køhn/Johansen Sextet
- Woman's Got to Have It (1999, Real), met Sigurd Køhn, Roy Powell, Harald Johnsen, Erlend Gjerde en Jarle Vespestad
- Angels (1999, Real), met Sigurd Køhn, Roy Powell, Harald Johnsen, Ole Johan Myklebust, Jørgen Munkeby en Jarle Vespestad + Even Skatrud Andersen, Hallgrim Berg, Heine Totland, Torbjørn A. Raae en anderen)[3]

met Farmers Market (Stian Carstensen, Trifon Trifonov, Finn Guttormsen en Jarle Vespestad)
- Speed/Balkan/Boogie (1995, Kirkelig Kulturverksted)[4]
- Musikk fra Hybridene (Music From The Hybrides) (1997, Kirkelig Kulturverksted)[5]
- 2000: Farmers Market (Winter & Winter)[6]
- 2008: Surfin' USSR (Ipecac/Tuba)[7][8]
- 2012: Slave to the Rhythm (Division)[9]

met Frode Fjellheims Jazz Joik Ensemble
- 1994: Saajve dans

onder de naam Transjoik
- 2004: Uja nami
- 2005: Bewafá

met Storytellers
- 1994: Enjoy Storytellers (Curling Legs)

met Blix Band
- 1989: Big Bambus (1989/2001)
- 1996: På en lyserød sky
- 1997: Pinseria (1997/2010)
- 1998: Texas

met Håvard Lund
- 1995: Letters

met Niels Præstholm & Embla Nordic Project
- 1997: Imagic

met Eldbjørg Raknes' TINGeLING
- 1997: TINGeLING
- 2002: So much depends upon a red wheel barrow (Platearbeiderne)
- 2006: I live suddenly (My Recordings)

met Jon Balke
- 1998: Saturation

met Solveig Slettahjell
- 2001: Slow motion orchestra

met Christina Bjordal
- 2003: Where dreams begin
- 2009: Warrior of light

met Børre Dalhaug's "Bigbandblast"
- 2004: Bigbandblast! (Real Records)[10]

met Eirik Hegdal
- 2004: Within Trondheim Jazz Orchestra

met The Core
- 2005: The Core

met Trondheim Jazz Orchestra
- 2008: Wood and water
- 2009: What if

- Gemeinsame Normdatei: 13557563X
- International Standard Name Identifier: 0000 0004 4881 568X
- Library of Congress Control Number: n2010001855
- MusicBrainz: ad0014a8-3b86-487e-ab8c-2573c42943b1
- Nationale Bibliotheek van Israël: 987009291607905171
- Virtual International Authority File: 315941422
- WorldCat: E39PCjx9fMqPyrkCvWtyv7BKFq